# Sidonij
Sidonij je moško osebno ime.

## Izvor imena
Ime Sidonij izhaja iz latinskega imena Sidonius z nekdanjim pomenom »po rodu izhajajoč iz mesta Sidon«. Sidon je bilo staro feničansko pristanišče na ozemlju današnjega Libanona in se danes imenuje Saida.

## Različice imena
- moške različice imena: Sid, Sido, Sidon
- ženske različice imena: Dona, Donia, Dinija, Donja, Donka, Sida, Sodka, Sidonia, Sidonija, Sidonja,

## Tujejezikovne različice imena
- pri Poljakih: Sydoniusz

## Pogostost imena
Po podatkih Statističnega urada Republike Slovenije na dan 31. decembra 2007 v Sloveniji ni bilo moških oseb z imenom Sidonij ali pa je bilo število nosilcev tega imena manjše od 5.

## Osebni praznik
V koledarju je ime Sidonij zapisano 21. avgusta (Sidonius Apollinaris, francoski škof v mestu Clermont-Ferrand, † 21. avg.  479).